# Sindaci di Ariano Irpino
Di seguito l'elenco cronologico dei sindaci della città di Ariano (ufficialmente Ariano di Puglia dal 1868, Ariano Irpino dal 1930) e delle altre figure apicali equivalenti che si sono succedute in epoca postunitaria.

## Regno d'Italia (1861-1946)
| Periodo | Periodo | Primo cittadino      | Partito | Carica                  | Note             |
| ------- | ------- | -------------------- | ------- | ----------------------- | ---------------- |
| 1861    | 1865    | Teodoro Grassi       |         | Sindaco                 |                  |
| 1865    | 1868    | Domenico Di Franza   |         | Sindaco                 |                  |
| 1869    | 1872    | Nicola De Angelis    |         | Sindaco                 |                  |
| 1872    | 1880    | Emilio Figlioli      |         | Sindaco                 |                  |
| 1880    | 1889    | Raffaele Mainieri    |         | Sindaco                 |                  |
| 1889    |         | Pasquale Pisapia     |         | Sindaco                 |                  |
| 1889    | 1893    | Luigi Anzani         |         | Sindaco                 |                  |
| 1893    | 1896    | Ottavio Anzani       |         | Sindaco                 |                  |
| 1896    | 1897    | Francesco Marenga    |         | Sindaco                 |                  |
| 1897    | 1901    | Mariano Di Furia     |         | Sindaco                 |                  |
| 1901    | 1902    | Antonio Maresca      |         | Sindaco                 |                  |
| 1902    |         | Giuseppe Adinolfi    |         | Sindaco                 |                  |
| 1902    | 1905    | Marino De Miranda    |         | Sindaco                 |                  |
| 1905    | 1906    | Giuseppe Luparella   |         | Sindaco                 |                  |
| 1906    | 1907    | Oreste Franza        |         | Sindaco                 |                  |
| 1907    | 1908    | Sigismondo Martino   |         | Regio commissario       |                  |
| 1908    | 1909    | Oreste Franza        |         | Sindaco                 |                  |
| 1909    | 1910    | Silvio Nicoletti     |         | Sindaco                 |                  |
| 1910    | 1911    | Giuseppe Curti       |         | Regio commissario       |                  |
| 1911    | 1913    | Enrico Aucelletti    |         | Sindaco                 |                  |
| 1914    | 1920    | Silvio Nicoletti     |         | Sindaco                 |                  |
| 1920    |         | Oreste Franza        |         | Sindaco                 |                  |
| 1920    | 1923    | Domenico Gambacorta  |         | Sindaco                 |                  |
| 1923    | 1925    | Amilcare Del Sordo   |         | Commissario prefettizio | -                |
| 1925    | 1928    | Enrico Aucelletti    |         | Sindaco                 | Podestà dal 1927 |
| 1928    | 1930    | Gerardo D'Alessandro |         | Commissario prefettizio | Podestà dal 1929 |
| 1930    | 1931    | Umberto Bettarini    |         | Commissario prefettizio |                  |
| 1931    | 1932    | Amleto Aleandri      |         | Commissario prefettizio |                  |
| 1932    |         | Rocco De Rienzo      |         | Commissario prefettizio |                  |
| 1932    |         | Francesco Raffaele   |         | Commissario prefettizio |                  |
| 1932    | 1934    | Giuseppe Forte       |         | Podestà                 |                  |
| 1934    | 1935    | Luigi Fedele         |         | Commissario prefettizio |                  |
| 1935    | 1938    | Giuseppe Forte       |         | Podestà                 |                  |
| 1938    | 1939    | Mario Pratola        |         | Commissario prefettizio |                  |
| 1940    |         | Carlo Flammia        |         | Commissario prefettizio |                  |
| 1940    | 1943    | Mario Pratola        | PNF     | Podestà                 |                  |
| 1943    |         | Giovanni Iacobelli   |         | Commissario prefettizio |                  |
| 1943    | 1944    | Ireneo Vinciguerra   |         | Podestà                 | Sindaco dal 1944 |
| 1944    | 1945    | Alberto Maresca      |         | Commissario prefettizio |                  |
| 1945    | 1946    | Luigi Gizzi          |         | Sindaco                 |                  |
| 1946    | 1946    | Eugenio De Paoli     |         | Commissario prefettizio |                  |

## Repubblica Italiana (dal 1946)
| Periodo | Periodo   | Primo cittadino        | Partito       | Carica                  | Note              |
| ------- | --------- | ---------------------- | ------------- | ----------------------- | ----------------- |
| 1946    | 1950      | Enea Franza            | DL            | Sindaco                 |                   |
| 1950    | 1952      | Michelangelo Nicoletti | PLI           | Sindaco                 |                   |
| 1952    | 1956      | Enea Franza            | MSI           | Sindaco                 |                   |
| 1956    | 1958      | Antonio Maresca        | DC            | Sindaco                 |                   |
| 1958    | 1959      | Giovanni Scrivano      |               | Commissario prefettizio |                   |
| 1959    | 1960      | Cherubino Cindolo      |               | Commissario prefettizio |                   |
| 1960    | 1961      | Mario Ortu             | PSI           | Sindaco                 |                   |
| 1961    | 1965      | Antonio Manganiello    | PLI           | Sindaco                 |                   |
| 1965    | 1970      | Fedele Gizzi           | DC            | Sindaco                 |                   |
| 1970    | 1971      | Antonio Dotolo         | DC            | Sindaco                 |                   |
| 1971    | 1974      | Antonio Manganiello    | PLI           | Sindaco                 |                   |
| 1974    | 1975      | Fedele Gizzi           | DC            | Sindaco                 |                   |
| 1975    | 1980      | Vincenzo Aliperta      | DC            | Sindaco                 |                   |
| 1980    | 1984      | Romolo De Furia        | DC            | Sindaco                 |                   |
| 1984    | 1985      | Pasquale Giovannelli   | DC            | Sindaco                 |                   |
| 1985    | 1994      | Domenico Covotta       | DC            | Sindaco                 | rieletto nel 1990 |
| 1994    | 1995      | Antonio Napolitano     |               | Commissario prefettizio |                   |
| 1995    | 1996      | Erminio Grasso         | PdBG          | sindaco                 | dettagli          |
| 1996    | 2000      | Vittorio Melito        | PDS           | Sindaco                 | dettagli          |
| 2000    | 2003      | Domenico Covotta       | PPI           | Sindaco                 | dettagli          |
| 2003    | 2004      | Pasquale Napoletano    |               | Commissario prefettizio |                   |
| 2004    | 2009      | Domenico Gambacorta    | FI            | Sindaco                 | dettagli          |
| 2009    | 2014      | Antonio Mainiero       | Centro-destra | Sindaco                 | dettagli          |
| 2014    | 2019      | Domenico Gambacorta    | FI            | Sindaco                 | dettagli          |
| 2019    | 2020      | Enrico Franza          | PSI           | Sindaco                 | dettagli          |
| 2020    | 2020      | Silvana D'Agostino     |               | Commissario prefettizio |                   |
| 2020    | in carica | Enrico Franza          | PSI           | Sindaco                 | dettagli          |